# Andre Reyes
Andre Reyes (Arle, Provença, 10 de desembre de 1967) és un músic i guitarrista gitano català, membre del grup musical Gipsy Kings. És fill del fundador del grup, José Reyes, i cosí de Manitas de Plata i d'Hyppolyte Baliardo. Dins dels Gipsy Kings, Ande tocava la guitarra i col·laborava en l'apartat vocal, donant suport als cantants principals. A començaments del 2022, Andre Reyes va fer renéixer el nom la històrica banda, ja retirada, amb una nova formació que va anomenar "Gipsy Kings by André Reyes".
Andre és el petit dels cinc fills de José Reyes que integren els Gipsy Kings; els seus germans grans són Paul, Canut, Nicolas i Patchaï Reyes. Els seus avis provenien de Catalunya, d'on van fugir arran de la Guerra Civil Espanyola. Segons afirma el seu germà Paul en una entrevista, el seu avi Joanet era de Figueres i estava emparentat amb el pare d'en Peret. Com tota la seva família, Andre parla català i francès, tot i que canta sobretot en castellà. Els membres de Gipsy Kings i les seves respectives famílies, tots ells gitanos catalans, estan repartits entre Arle i Montpeller.